# روزا لي هيل
روزا لي هيل (بالإنجليزية: Rosa Lee Hill)‏ هي موسيقية أمريكية، ولدت في 25 سبتمبر 1910، وتوفيت في 22 أكتوبر 1968.

## وصلات خارجية
- روزا لي هيل على موقع ميوزك برينز (الإنجليزية)
- روزا لي هيل على موقع ميوزك برينز (الإنجليزية)
- روزا لي هيل على موقع ديسكوغز (الإنجليزية)